# ميثاق الأطلسي الجديد

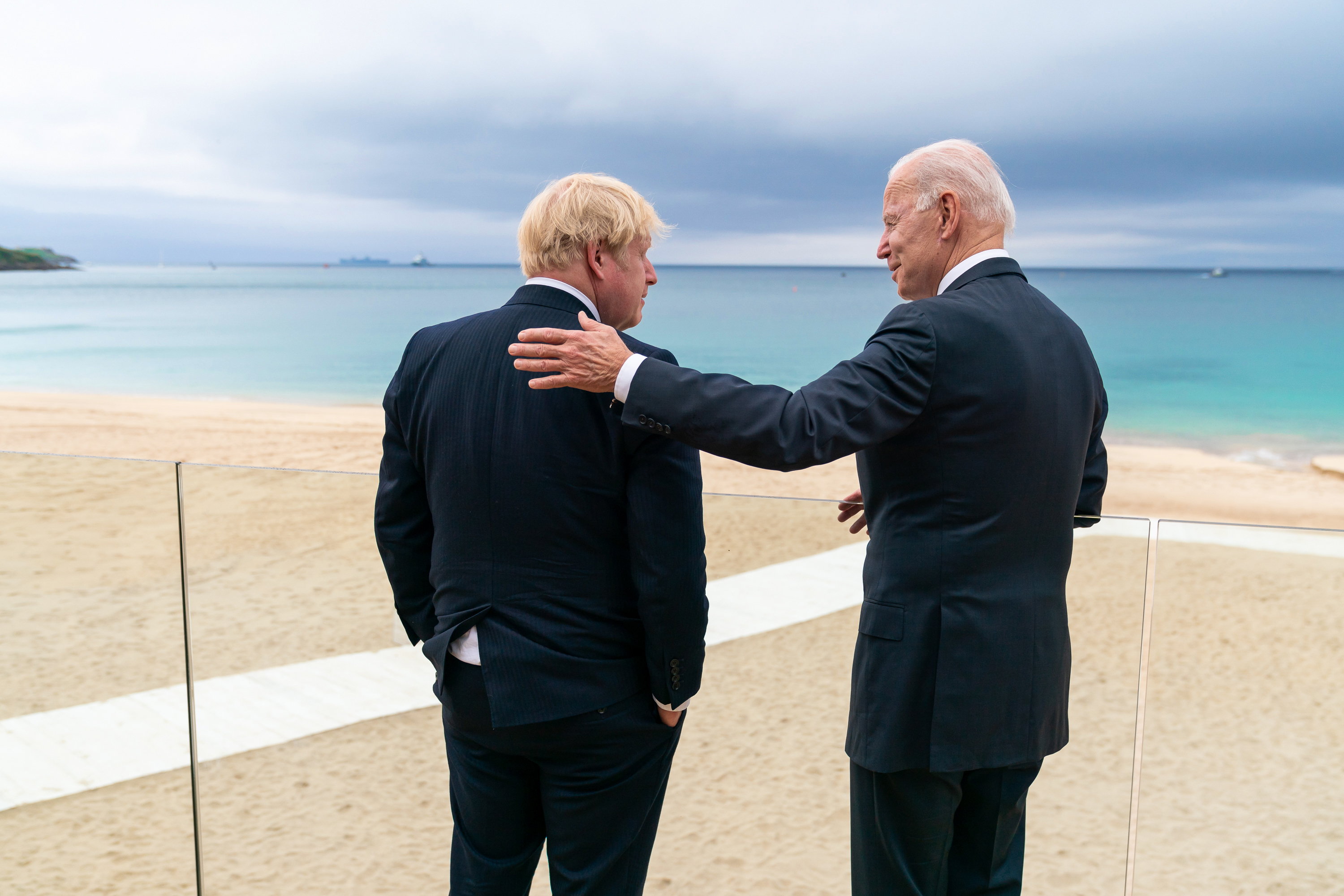
رئيس الوزراء بوريس جونسون (إلى اليسار) يلتقي بالرئيس الأمريكي جو بايدن (على اليمين) في قمة مجموعة السبع، يونيو 2021.

ميثاق الأطلسي الجديد The New Atlantic Charter هو اتفاقية تم توقيعها من قبل رئيس وزراء المملكة المتحدة بوريس جونسون ورئيس الولايات المتحدة جو بايدن في 10 يونيو 2021. تم توقيع الاتفاقية في أول اجتماع مباشر بين جونسون وبايدن في قمة مجموعة السبع 2021 في كورنوال، إنجلترا. وتعد الاتفاقية كنسخة جديدة من ميثاق الأطلسي، الذي أعلنه رئيس الوزراء البريطاني ونستون تشرشل والرئيس الأمريكي فرانكلين روزفلت في عام 1941. تم استخدام الاجتماع الذي تم فيه الإعلان عن الاتفاقية لإعادة تعريف التحالف الغربي.

## خلفية تاريخية
ميثاق الأطلسي في الاصل هو اتفاقية أصدرها ونستون تشرشل وفرانكلين دي روزفلت في عام 1941. لقد كان إعلانًا عن التزام الغرب بالديمقراطية وسلامة الأراضي، قبل شهور من دخول الولايات المتحدة الحرب العالمية الثانية .  أكد الميثاق الأول أن الولايات المتحدة والمملكة المتحدة لم تسعيا إلى تحقيق مكاسب إقليمية، وأن لكل الناس الحق في تقرير المصير، ويجب أن تتوافق التعديلات الإقليمية مع الشعوب المعنية، ويجب خفض الحواجز التجارية، ويجب أن يكون هناك نزع سلاح بعد الحرب.
تم توقيع الاتفاقية الجديدة في قمة مجموعة السبع 2021 في كورنوال في أول لقاء وجهاً لوجه بين جو بايدن وبوريس جونسون منذ أن تولى جو بايدن منصبه. وأكد جو بايدن " العلاقة الخاصة بين شعبينا وجدد ا"لتزامنا بالدفاع عن القيم الديمقراطية الراسخة التي يشترك فيها كل من بلدينا".  كما أعاد ميثاق الأطلسي الجديد التأكيد على "الالتزامات والتطلعات التي تم تحديدها قبل ثمانين عامًا"، بينما تناول أيضًا "التحديات الجديدة" في القرن الحادي والعشرين.  

## الأهداف
يصدر الميثاق ثمانية أهداف: 
- الدفاع عن مبادئ ومؤسسات الديمقراطية والمجتمعات المفتوحة
- تقوية وتكييف المؤسسات والقوانين والأعراف التي تدعم التعاون الدولي
- البقاء متحدين وراء مبادئ السيادة وسلامة الأراضي والحل السلمي للنزاعات
- تسخير وحماية الميزة الابتكارية للبلدان في العلوم والتكنولوجيا
- لتأكيد المسؤولية المشتركة للحفاظ على الأمن الجماعي والاستقرار الدولي، بما في ذلك ضد التهديدات السيبرانية ؛ وإعلان ردع الدول النووية للدفاع عن الناتو
- الاستمرار في بناء اقتصاد شامل وعادل وصديق للمناخ ومستدام وقائم على القواعد
- لإعطاء الأولوية لتغير المناخ في جميع الإجراءات الدولية
- الالتزام بمواصلة التعاون لتقوية النظم الصحية وتعزيز الحماية الصحية

## الروابط الخارجية
- ميثاق الأطلسي الجديد والبيان المشترك الذي وافق عليه رئيس الوزراء والرئيس بايدن على موقع gov.uk.
- ميثاق الأطلسي الجديد على موقع البيت الأبيض